# Carlito Azevedo
Carlos Eduardo Barbosa de Azevedo o então conhecido Carlito Azevedo (Rio de Janeiro, em 1961) é um editor, tradutor, crítico e poeta brasileiro.

## Biografia
Carlito Azevedo, nasceu no Rio de Janeiro, na  Ilha do Governador, interior de Baía de Guanabara. Cursou a faculdade de letras na Universidade Federal do Rio de Janeiro (UFRJ), voltando sua atenção para a poesia francesa a qual vem traduzindo regularmente. Conhece José Lino Grünewald que o apoia em sua estreia  com o livro Collapsus Linguae (1991), com o qual ganhou o prêmio Jabuti. Em 1992 Antônio Carlos Secchin já destacava o fato de a estreia de Azevedo fornecer “elementos interessantes para uma reflexão acerca da formação cultural de nossos poetas”, em especial pelo fato de o poeta ter consciência de não se confundir com suas fontes próximas, a Geração mimeógrafo, a Poesia Concreta e a poesia de João Cabral de Melo Neto, ainda essas fontes sejam facilmente identificáveis.
Em seguida publicou As Banhistas (1993), que tem como centro uma série de poemas com o mesmo título, que pode ser vista como o modelo de sua poética; Sob a Noite Física (1996); e Versos de Circunstância (2001). Em 2001, reuniu seus poemas na antologia Sublunar (1991-2001). depois publicou Monodrama (2009)  e mais recentemente Livro das postagens (2016).
Foi editor a partir de 1997 da revista de poesia Inimigo Rumor (mesmo título do livro Enemigo Rumor, de Lezama Lima), primeiro em parceria com o poeta  Júlio Castañon Guimarães e posteriormente ao oitavo número com o poeta Augusto Massi e foi coordenador na editora Cosac Naify da coleção de poesia Ás de colete.
Foi contemplado com a Bolsa Vitae de literatura (1994/1995).

## Obras
- 1991 - Collapsus linguae
- 1993 - As banhistas
- 1996 - Sob a noite física: poemas
- 2001 - Versos de circunstância
- 2001 - Sublunar
- 2009 - Monodrama
- 2016 - Livro das postagens